# Altitude (film)
Pour les articles homonymes, voir Altitude (homonymie).
Pour plus de détails, voir Fiche technique et Distribution.
Altitude est un film d'horreur lovecraftien canadien réalisé par Kaare Andrews, sorti directement en vidéo en 2010.

## Synopsis
Sara, une jeune pilote, et quatre de ses amis sont victimes d'un mystérieux bris mécanique lors d'une excursion. Sara perd alors le contrôle de l'engin. Le petit avion amorce inexplicablement une ascension progressive qui semble impossible à arrêter. Leurs efforts sont vains, une tempête approche et le réservoir est sur le point d'être vide. Mais les quatre jeunes n'ont encore rien vu : une force surnaturelle et mystérieuse veut les voir morts, et un seul d'entre eux à les moyens de l'arrêter.

## Fiche technique
- Titre original : Altitude
- Réalisation : Kaare Andrews
- Scénario : Paul A. Birkett
- Direction artistique : Stephen Wright
- Décors : Eric Norlin
- Costumes : Riva Pollard
- Photographie : Norm Li
- Son : Jeff Davis
- Montage : Chris Bizzocchi
- Musique : Jeff Tymoschuk
- Production : Ian Birkett
- Sociétés de production : Darclight Films, Escape Factory et Foundation Features
- Sociétés de distribution : Alliance Films (Canada) et Seven7 (France)
- Pays d’origine :  Canada
- Langue : anglais
- Format : Couleur (Technicolor) — 2.35 : 1 — 35mm — Son Dolby Digital
- Genre : horreur
- Durée : 90 minutes
- Dates de sortie :
  -  Canada : 26 octobre 2010
  -  France : 13 octobre 2011

## Distribution
- Jessica Lowndes (V. F. : Pamela Ravassard) : Sara
- Julianna Guill (V. F. : Catherine Desplaces) : Mel
- Ryan Donowho : Cory
- Landon Liboiron (V. F. : Yoann Sover) : Bruce Parker
- Jake Weary : Sal
- Mike Dopud : le Colonel
- Ryan Grantham : un jeune garçon
- Chelah Horsdal : Mme Taylor

## Production
Kaare Andrews à l'origine a fait équipe avec le producteur Ian Birkett, et son frère, l'écrivain Paul A. Birkett, qui avait un script préliminaire. Ils ont commencé avec un petit budget ; un financement supplémentaire est venu de Darclight et Téléfilm, ce qui a amené à un budget de fonctionnement de 3,5 millions de dollars, assez pour faire un produit crédible. Le concept d'un ciel avec une créature faisait partie d'un hommage à l'imagerie évoquée par H. P. Lovecraft.[réf. nécessaire]
Altitude a été filmé en partie à l'aéroport de Langley, en Colombie-Britannique, Canada. 
Dans le film, il est possible d'apercevoir un Piper Chieftain (C-MYZX), un petit avion bimoteur léger.

### Citations
- Richard Scheib : "... un film qui n'insulte l'intelligence de son public ou qui ne va pas dans la direction dramatique de cliché facile.".

## DVD
Altitude est sorti en DVD et Blu-ray le 26 octobre 2010. 
Alliance Films est de libérer l'altitude au Canada.[Quoi ?]
Le film a également été projeté au 28e Festival de Turin (du 26 novembre au 4 décembre 2011).